# Кашменский, Фёдор Гаврилович
Фёдор Гаврилович Кашменский (8 февраля 1857 — 28 октября 1932) — русский педагог, член Всероссийского Поместного церковного собора 1917—1918 годов, автор педагогических трудов, директор Курской учительской семинарии и Вёшенской гимназии.

## Биография
Родился в семье священника Гавриила Минаевича Кашменского, выпускника Тамбовской духовной семинарии. Учился в приходском училище в станице Голубинской 2-го Донского округа в 1864—1866 годах и в Усть-Медведицком духовном училище в 1867—1869 годах. Пел в училищном хоре в Воскресенском храме станицы Усть-Медведицкой. За выдающиеся вокальные данные был взят в архиерейский хор архиепископом Донским и Новочеркасским Платоном (Городецким) и переведён на учёбу в Новочеркасск. Окончил Новочеркасское духовное училище в 1870 году, Донскую духовную семинарию в 1876 году и историко-филологический факультет Императорского Харьковского университета в 1880 году. В том же году женился на Елизавете Фёдоровне Львовой.
Начал службу преподавателем русского языка и словесности в Мариинской прогимназии города Царицына Саратовской губернии. В 1882 году переехал в Новочеркасск, служил преподавателем географии в Мариинском Донском институте благородных девиц, одновременно с 1884 года был назначен на должность инспектора народных училищ 1-го и 2-го Донских и Сальского округов Области войска Донского. В 1886 году получил чин коллежского советника. Состоял членом Донского епархиального училищного совета и Аксайско-Богородичного братства (с 1889 года). В 1895 году был переведён в Курск и назначен директором Курской учительской семинарии, получил чин статского советника. В 1906 году переехал в станицу Урюпинскую Хопёрского округа Области войска Донского, преподавал русский язык и словесность в Урюпинском реальном училище и в женской гимназии. С 1913 года член Комитета общества для пособия бедным учащимся Хопёрского округа, с 1916 года — Кружка ревнителей веры и благочестия при храме Рождества Христова.
В 1917 году избран товарищем председателя приходского совета и съездов духовенства и мирян Урюпинского благочиния и Хопёрского округа, делегат епархиального съезда духовенства и мирян, избран членом Всероссийского Поместного церковного собора от мирян Донской епархии. В начале 1918 года выступал с докладами о Поместном Соборе на собраниях членов приходских советов и ревнителей православной веры в станице Урюпинской.
В октябре 1918 года был назначен директором Вёшенской смешанной гимназии, избран попечителем учебных заведений Верхне-Донского округа. В советское время стал православным священником, жил и служил в Каменске-Шахтинском, в последний год жизни в станице Ольгинской Приморско-Ахтарского района Северо-Кавказского края, где и скончался.

## Награды
Награждён орденами св. Станислава III и II степеней, св. Анны III и II степеней.

## Семья
Дети: 
- Борис (окончил Санкт-Петербургский университет, ботаник, умер в 1907 г.)
- Мария
- Теофила
- Глеб (художник, убит в 1919 году)
- Вадим (врач, скончался в 1960 году в Вологде)
- Елена
- Лидия.

Внучка — Ольга Вадимовна Кашменская, советский и российский геолог.

## Основные труды
- Примечания // Слово о полку Игореве. Новочеркасск, 1882;
- Общее образование и значение его для женщин, как воспитательниц детей. Царицын, 1882;
- Смерть отца (Рассказ для детей). Новочеркасск, 1884;
- Поездка воспитанников Курской учительской семинарии в Киев и Чернигов на пасхальной неделе 1901 года. Курск, 1901;
- Опыт примерных уроков церковнославянского языка в нар. школе. Курск, 1903 (4-е изд.);
- Воспитание сердца человеческого: Избранные речи и труды / Сост. прот. К. Зелинский. Волгоград, 2022.